# Antibacchée
L'antibacchée ou palimbacchée (latin pes bacchius e contrario, reversus ; grec ancien ἀντιϐακχεῖος, παλιμϐάκχειος) est un pied de la versification grecque et latine, de rythme descendant, composé de deux syllabes longues suivies d'une syllabe brève, noté | — — ∪ |.

Ce pied s'oppose au bacchée, plus fréquent, de rythme ascendant et noté pour sa part | ∪ — — |.

## Origine
L'étymologie du mot le rattache à Bacchus : ce rythme était lié au culte de Dionysos et utilisé dans les chants en son honneur.

## Usage
L'antibacchée ne produit pas à lui seul de vers indépendant, mais il remplace par abrègement le mètre trochaïque | — ∪ — ∪ |.
Dans les vers syllabo-toniques, l’antibacchée fait se succéder deux syllabes accentuées et une syllabe inaccentuée. On trouve ainsi l'antibacchée en russe, par exemple dans «И скучно, и грустно» de Lermontov, où nous grasseyons les deux syllabes accentuées : «Что страсти? | ведь рано | иль поздно | их сладкий | недуг…» ou encore en anglais : «DUM DUM da : BLIND LUCK is | LOVED MORE than | HARD THINK.»